# هنر اعتراضی

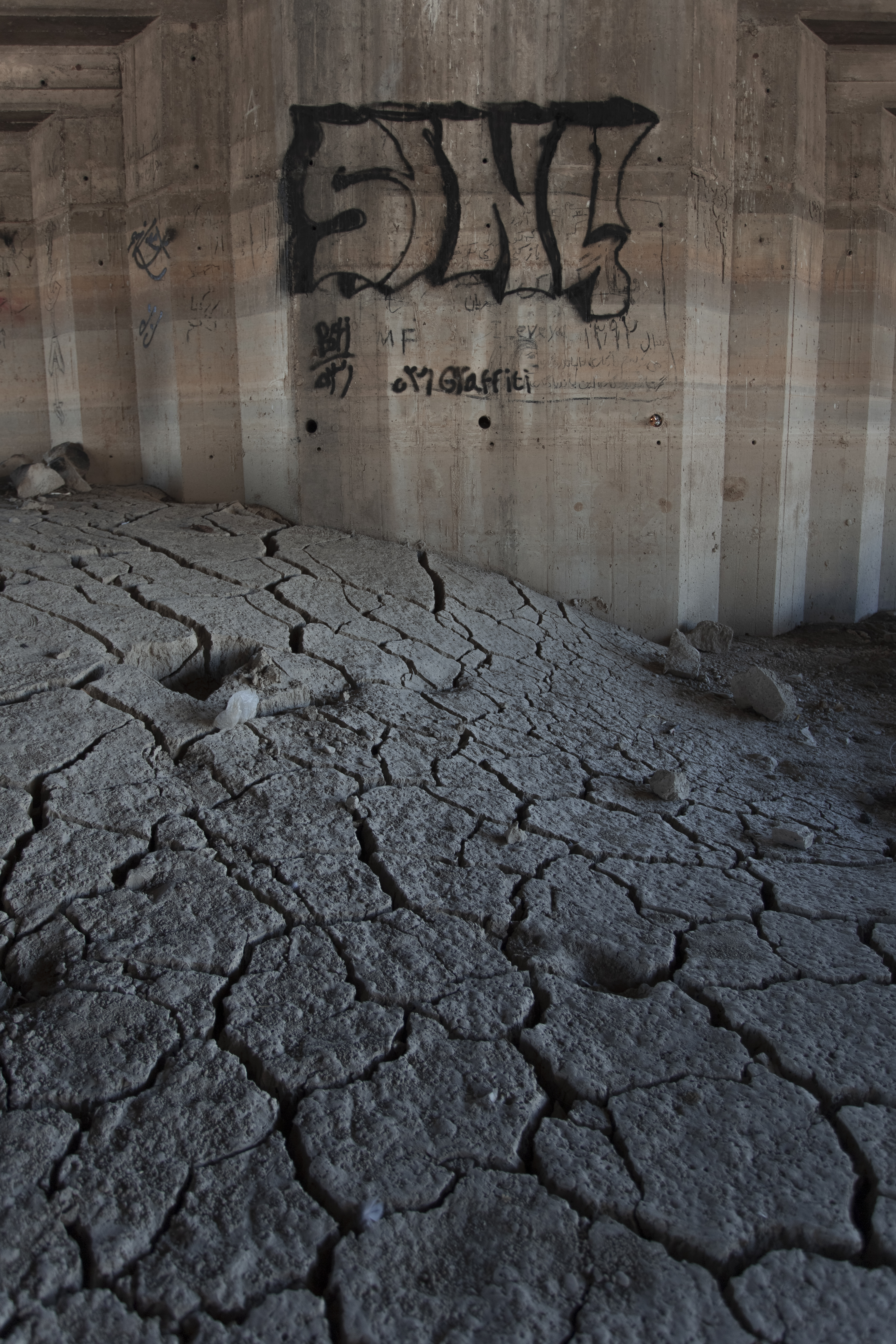
یک دیوارنگاری اعتراضی در زیر یک پل، حاشیه رودخانه زاینده رود شهر اصفهان

هنر اعتراضی یا هنر معترض (به انگلیسی: Protest art) اثری خلاقانه است که توسط کنشگران و جنبش‌های اجتماعی تولید می‌شود و به مکتب، سبک یا تفکری که آن را بر حق نمی‌داند یا به رسمیت نمی‌شناسد اعتراض می‌کند. این اعتراض می‌تواند جنبهٔ انتقاد داشته باشد و در برخی موارد به شعارهایی تبدیل شود. هنر معترض احساسات مخاطبان خود را برمی‌انگیزد و ممکن است شرایط تنش را افزایش داده و فرصت‌های جدیدی برای اختلاف نظر ایجاد کند.

## تاریخ هنر اعتراض
اگر اعتراض را یک عبارت توصیفی در آثار هنری در نظر بگیریم، نمی‌توان  آغاز دقیق و نقطه شروعی برای آن در نظر گرفت به همین روی به جای طبقه بندی تاریخی هنر اعتراض این عبارت را می‌توان در هر دوره‌‌ی تاریخ هنر مورد تحلیل قرار داد. به طور مثال ویژگی اعتراض در مکتب نگارگری تبریز و هرات قابل بازبینی و یا در هنر غرب  در اروپای قرن شانزدهم قابل‌ریشه‌یابی و در اواخر قرن هجدهم و اوایل قرن نوزدهم که همسو با انقلاب‌ها بوده است.